# Bezzimyia americana
Bezzimyia americana is een vliegensoort uit de familie van de Rhinophoridae. De wetenschappelijke naam van de soort is voor het eerst geldig gepubliceerd in 1934 door Curran.